# Gawriił Ksienofontow
Gawriił Wasiljewicz Ksienofontow (ros. Гавриил Васильевич Ксенофонтов, ur. 4?/16 stycznia 1888 w ułusie changałaskim obwodu jakuckiego, zm. 28 sierpnia 1938 w Kommunarce) – jakucki historyk, etnograf i folklorysta.

## Życiorys
Po ukończeniu studiów prawniczych w Tomsku (1912) pracował pierwotnie jako adwokat w Jakucku. W 1920 został zatrudniony w katedrze archeologii i etnografii uniwersytetu w Irkucku. W latach 1925–1926 oraz 1933 odbył ekspedycje terenowe na terenie Jakucji i Buriacji. W 1937 oddelegowany na dwuletni staż w bibliotekach ZSRR celem zbierania materiałów dla dalszej pracy naukowej.
W okresie terroru stalinizmu aresztowany 22 kwietnia 1938 przez NKWD. 28 sierpnia 1938 skazany na śmierć przez Kolegium Wojskowe Sądu Najwyższego ZSRR z zarzutu „szpiegostwa”. Rozstrzelany tego samego dnia w miejscu egzekucji Kommunarka pod Moskwą, pochowany anonimowo.
Zrehabilitowany 22 sierpnia 1957 postanowieniem Kolegium Wojskowego SN ZSRR.

## Prace
Najważniejszą pracą naukową Ksienofontowa była rekonstrukcja najdawniejszych dziejów Jakutów zatytułowana Uraangchaj sachalar. Oczerki po drewnej istorii Jakutow (Irkuck 1927; przedruk w 2 tomach: Jakuck 1992). Użyty w tytule dawny etnonim Uraangchaj jest z pochodzenia nazwą plemienia mongolskiego, którą zarówno Jakuci, jak i Tuwińcy uważają za swoją nazwę oryginalną; sformułowanie Uraangchaj sachalar oznacza „Jakuci-Uraangchajowie”. Praca Ksienofontowa, oparta głównie na analizie jakuckich utworów ludowych oraz historii pisanej tej części Syberii, do dziś jest czytana i cytowana przez historyków.
Pozostałe prace Ksienofontowa poświęcone są głównie szamanizmowi i historii religii. Za życia Ksienofontow niewiele zdążył sam opublikować. Stan poznania jego spuścizny rękopiśmiennej jest jednak niezadowalający. W 1966 r. odkryto jednak rękopis pracy, która następnie została wydana w 1977 r. przez wydawnictwo „Nauka” pod tytułem Ellejada (Эллэйада) – materiały po mifołogii i legendarnoj istorii Jakutow.
Z okazji międzynarodowej konferencji Szamanizm kak religija wydano w Jakucku w 1992 r. wybór prac Ksienofontowa pod tytułem Szamanizm. Izbrannyje trudy. Publikacyi 1928–1929 gg.